# Ryska fascistiska partiet
Ryska fascistiska partiet, eller Ryska fascistpartiet, (ryska: Русская фашистская партия, förkortat РФП/Russkaja fashistskaja partija, förkortat RFP) var ett fascistiskt, nationalistiskt och antikommunistiskt politiskt parti som existerade mellan 1931 och 1943. Dess säte var i den japanska lydstaten Manchukuo, men hade också ett säte i USA.

## Historik
Ryska fascistiska partiet grundades den 26 maj 1931 i Harbin, i dagens Kina av vita emigranter, det vill säga ryssar som utvandrade från Ryssland efter ryska revolutionen och ryska inbördeskriget och som var motståndare till kommunisterna.
Samma år som RFP bildades hade de redan 20 000 medlemmar.
Ryska fascister tränades av Japan att tjäna som spioner i Sovjet. 
VFP rapporterade även anti-japanska och kommunistiska personer ur den ryska minoriteten till japanerna, som sedan arresterade dessa och sände dem för mänskliga experiment till enhet 731, som hade ett behov av kaukasiska försökskaniner. 
Partiet upplöstes 1943.

## Ledare
RFP:s ledare och generalsekreterare i Manchukuo var Konstantin Rodzaevskij, en sovjetisk medborgare som flydde över gränsen till Kina och som senare anlände till staden Harbin, där partiet grundades. I USA var ledaren Anastasy Vonsyatsky, som var en före detta kapten i den kejserliga ryska flottan. Han emigrerade från Ryssland i mars 1920 och anlände till New York 1921.
När Rodzaevskij befann sig i Sovjetunionen i oktober 1945, arresterades han och avrättades den 30 augusti 1946 tillsammans med några andra ryska fascister och vita emigranter.

## Ideologier
Partiets ideologier var främst fascism, antikommunism, antisovjetism och antisemitism. De förespråkade också attacker mot Sovjetunionen och skapandet av en nationalistisk revolution där.
Rodzaevskij var en antisemit och uppmanade till bekämpning av judar. Vonsyatsky var dock inte en antisemit och betraktade även judar som ''möjliga allierade i kampen mot bolsjevikerna''.

## Övrigt

### Slagord
RFP:s slogan var ''Ära åt Ryssland!'' (''Слава России!''/''Slava Rosii!'').

### Kvinnoförbund
RFP:s kvinnoförbund hette Ryska kvinnofascistiska rörelsen (RZhFD), som grundades den 29 mars 1934 på initiativ av Konstantin Rodzaevskij.
Den 1 mars 1941 döptes den Ryska kvinnofascistiska rörelsen om till Unionen av ryska kvinnor.

### Klädsel
Personer som var medlemmar i partiet brukade synas i bland annat svarta skjortor, svarta mössor och svarta stövlar. På skjortornas vänstra ärmar syntes ett vitt band, med ett svart hakkors, som också syns på partiets symbol och flagga.

### Allmänna källor
- Русские фашисты. Как они появились и причем здесь США и Япония? | Год в истории | Дзен (dzen.ru)
- Чем они всегда кончают. К годовщине русского фашизма | Читать статьи по истории РФ для школьников и студентов (histrf.ru)
- Российская фашистская партия в Маньчжурии (evolutio.info)
- Русские со свастикой. Как в Харбине появилась фашистская партия – Военное оружие и армии Мира (warfor.me)
- Русские фашисты в Китае 2: ivanov_petrov — LiveJournal